# Turacina
Turacina là một chi bướm đêm thuộc họ Noctuidae.